# Tetragonula testaceitarsis
Tetragonula testaceitarsis là một loài Hymenoptera trong họ Apidae. Loài này được Cameron mô tả khoa học năm 1901.